# Alfa Romeo 1900
Alfa Romeo 1900 – samochód osobowy klasy średniej produkowany przez włoską firmę Alfa Romeo w latach 1950–1959. Dostępny jako 4-drzwiowy sedan, 2-drzwiowe coupé oraz 2-drzwiowy kabriolet. Następca modelu 6C 2500. Do napędu używano silników R4 o pojemnościach 1,9 oraz 2,0 litra. Moc przenoszona była na oś tylną poprzez 4- lub 5-biegową manualną skrzynię biegów. Samochód został zastąpiony przez model 2000.

## Dane techniczne

### Silnik
- R4 2,0 l (1975 cm³), 2 zawory na cylinder, DOHC
- Układ zasilania: gaźnik
- Średnica × skok tłoka: 84,50 mm × 88,00 mm
- Stopień sprężania: 8,0:1
- Moc maksymalna: 117 KM (85,8 kW) przy 5500 obr./min
- Maksymalny moment obrotowy: 152 N•m przy 3500 obr./min

### Osiągi
- Przyspieszenie 0-100 km/h: b/d
- Prędkość maksymalna: 180 km/h

## Galeria

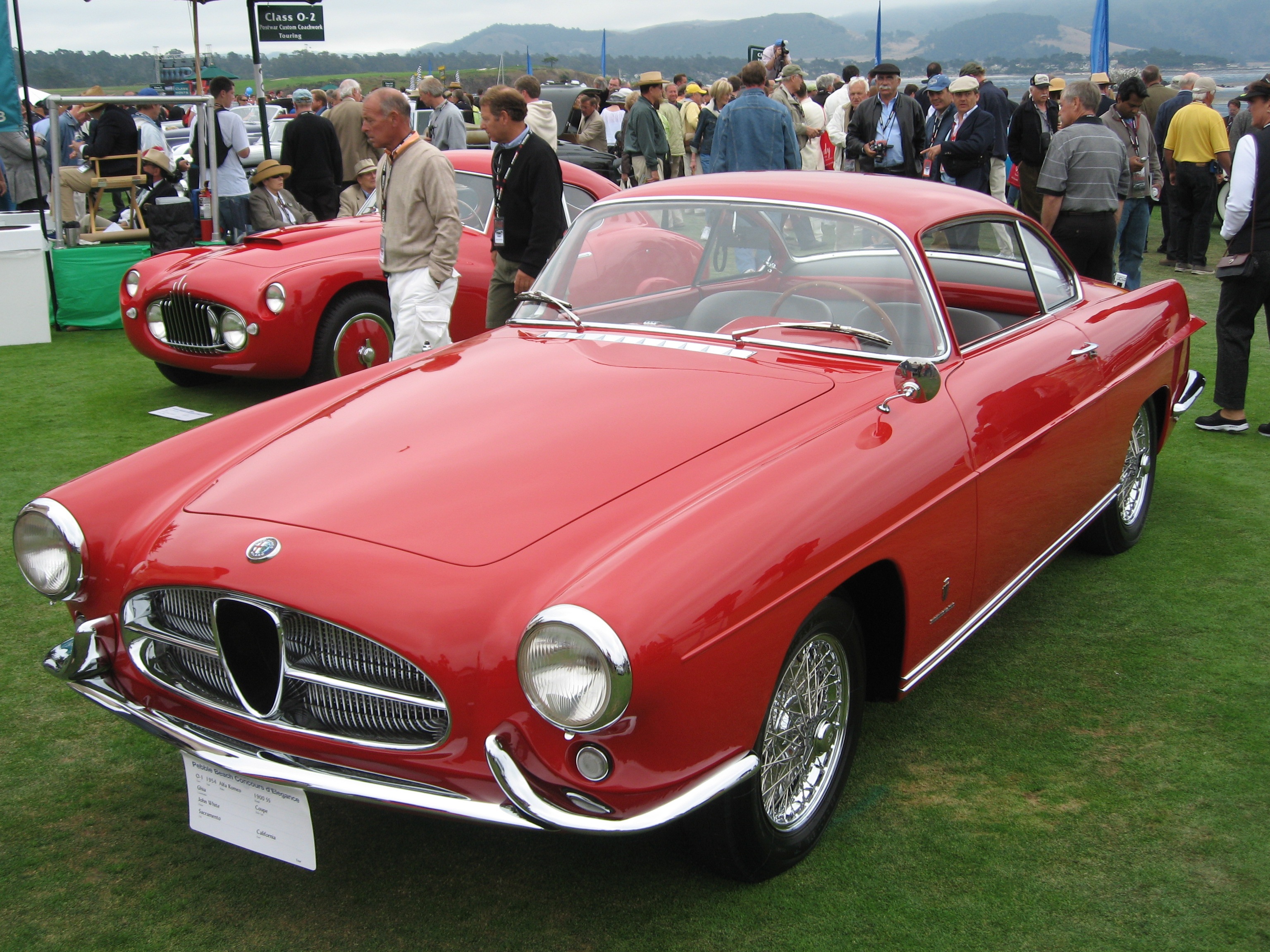
Alfa Romeo 1900 SS Ghia (1954)
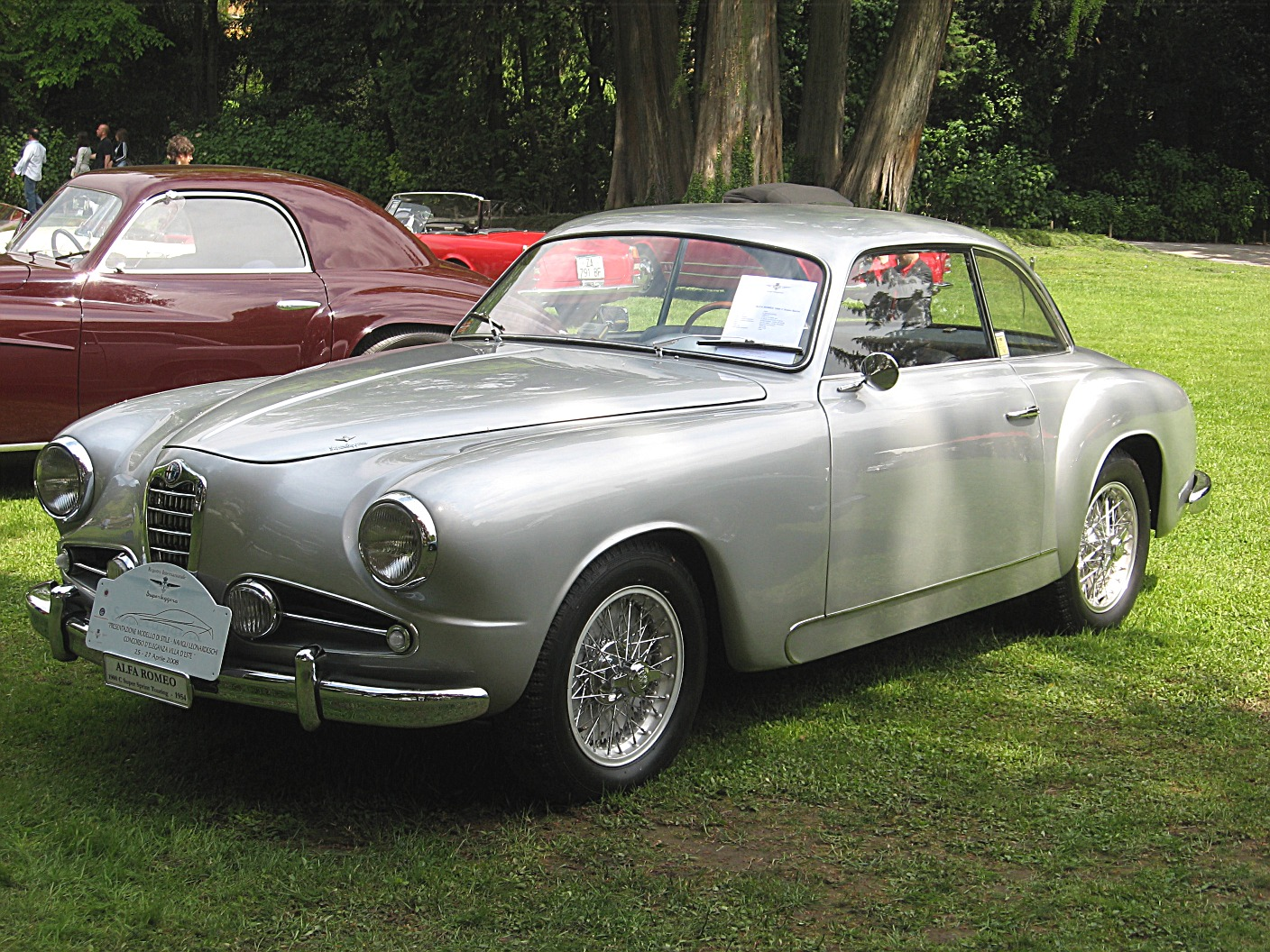
Alfa Romeo 1900 C Super Sprint Touring (1954)
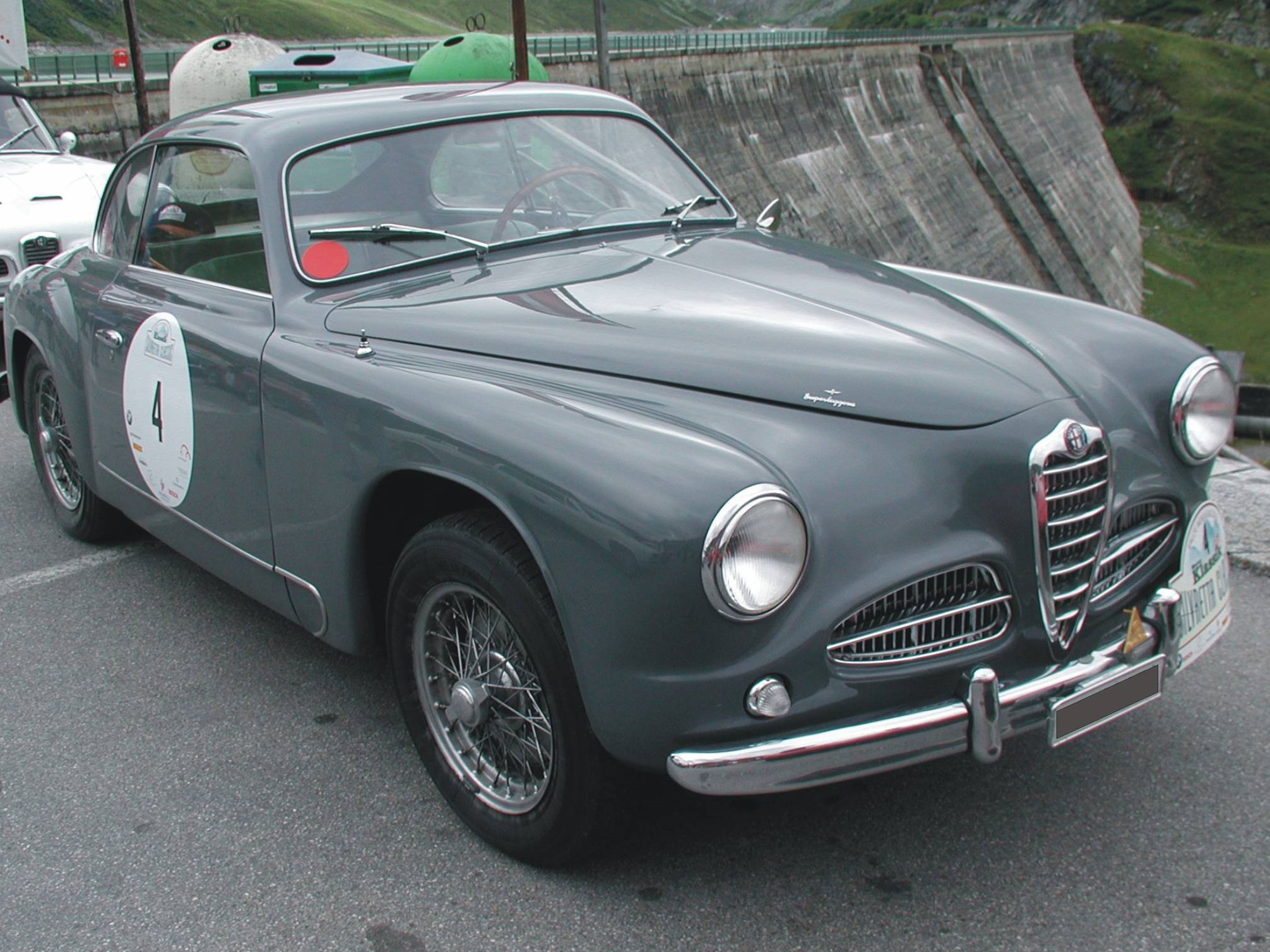
1900 C Sprint Touring Superleggera
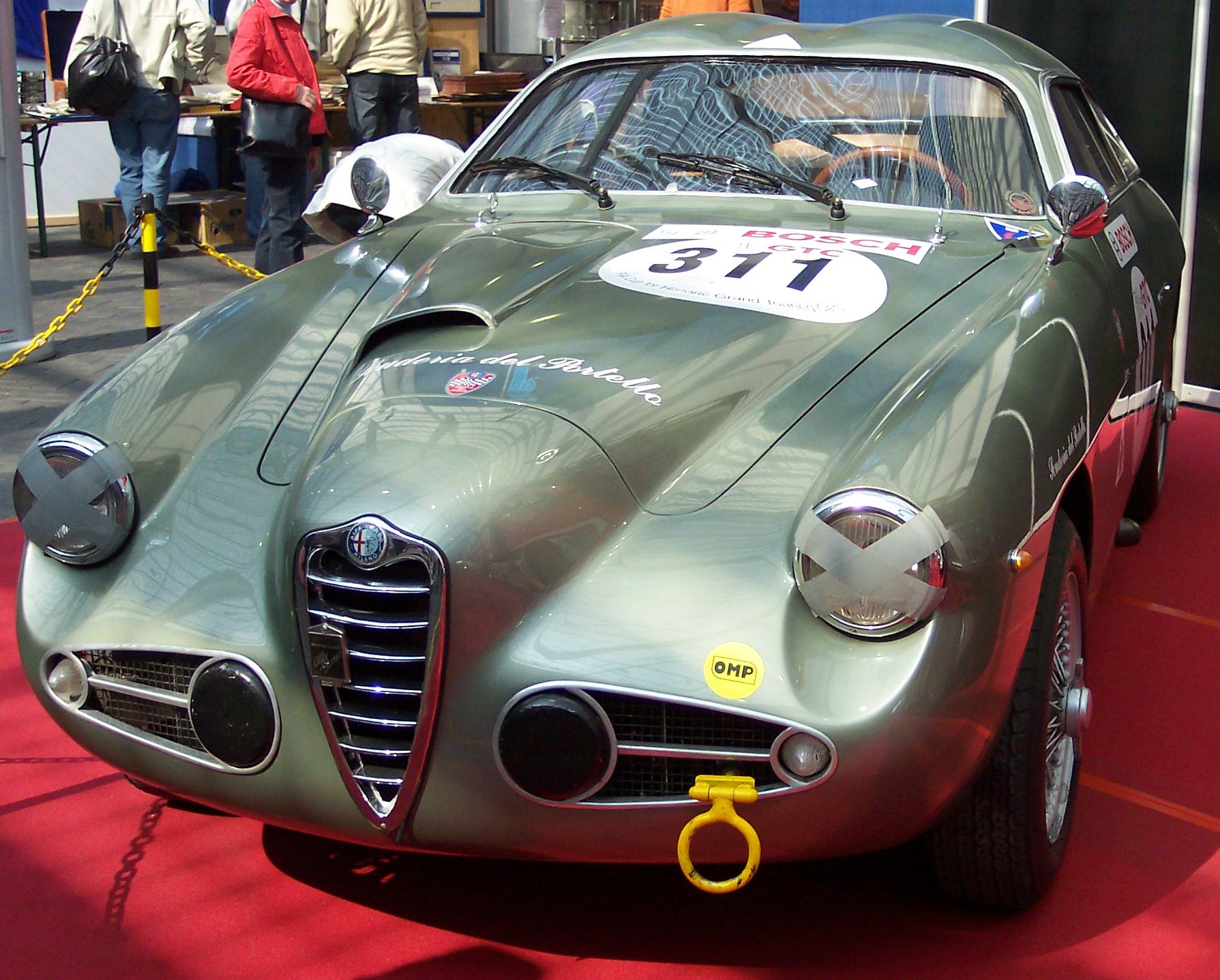
1900 CSS Zagato
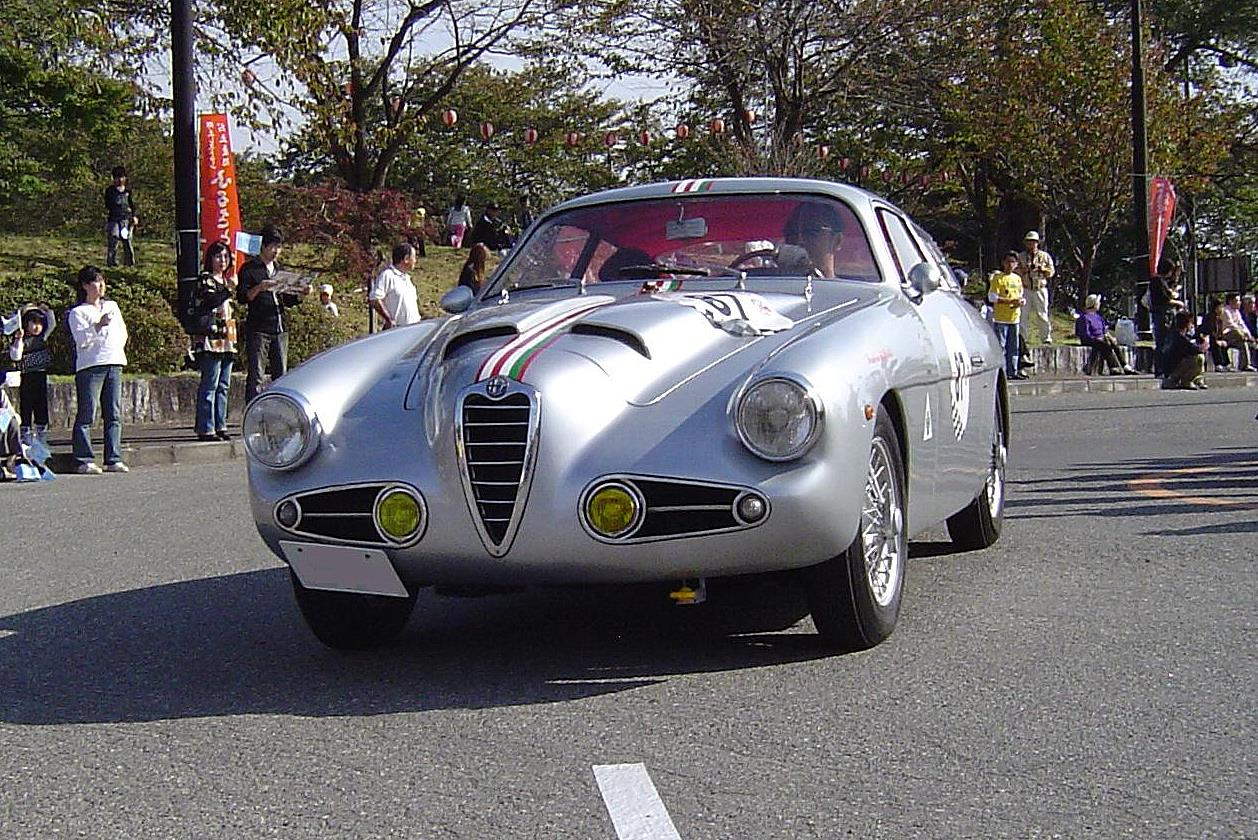
1900 SS Zagato
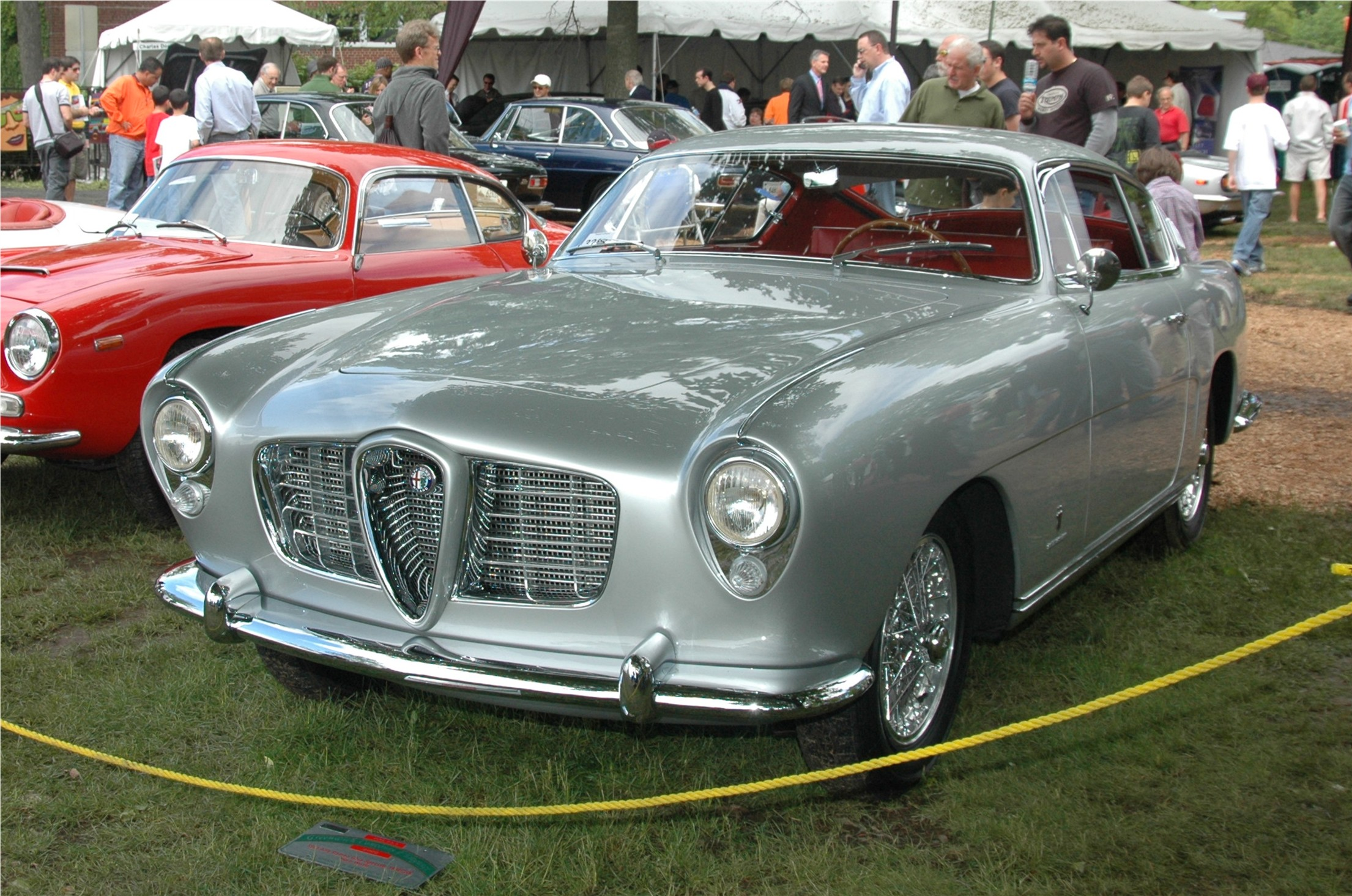
Ghia Speciale 1900 CSS
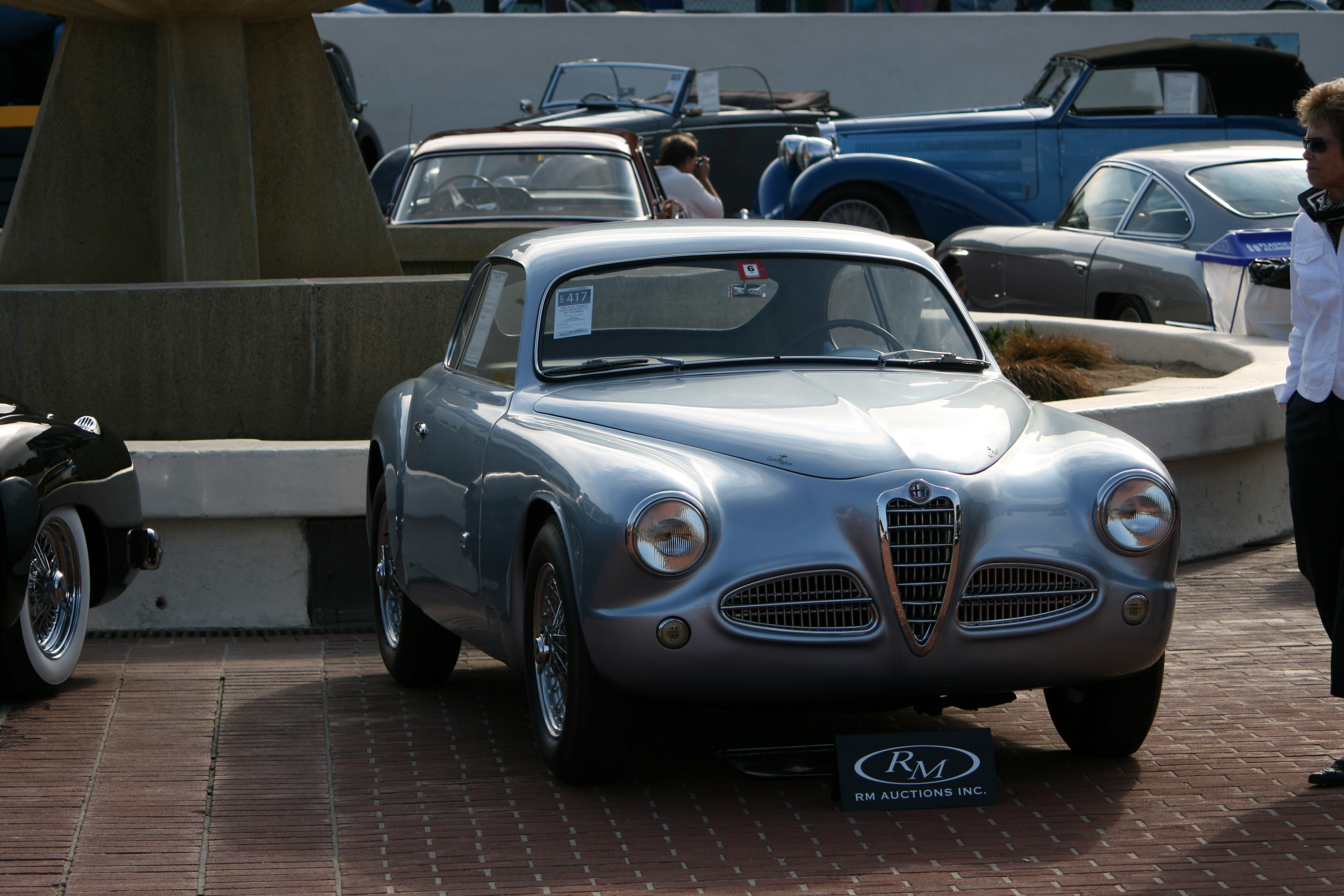
Alfa Romeo 1900C Berlinetta Touring Superleggera  (1952)
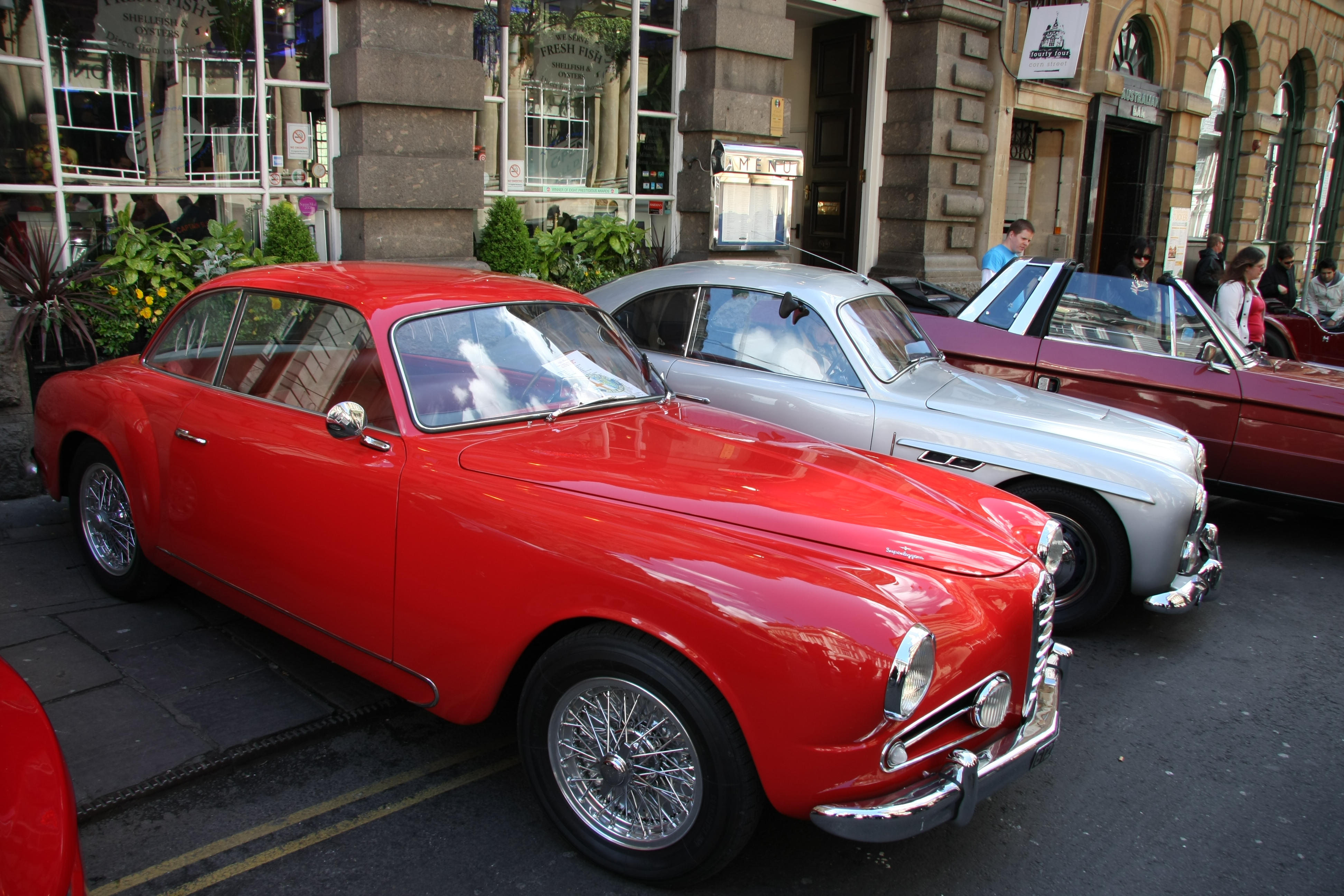
Alfa Romeo 1900C Super Sprint Touring 1954
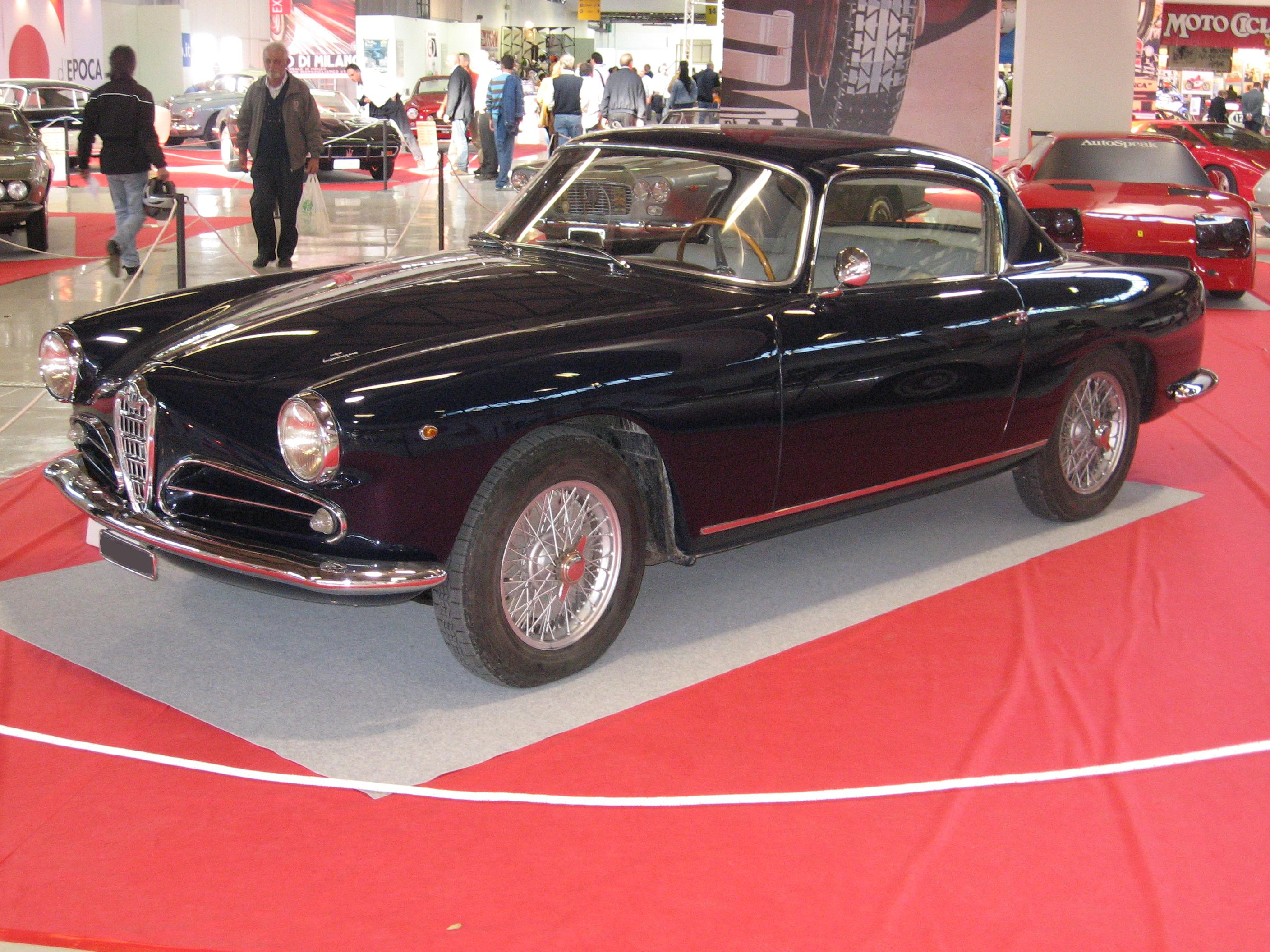
1900 Super Sprint